# Omanski arapski
Omanski arapski (ISO 639-3: acx), jezik Omanskih Arapa koji se govori poglavito na području Omana (720 000; 1996), te oko 15 000 na obali Kenije; u Tanzaniji (195 000; 1993); i Ujedinjenim Arapskim Emiratima (80 000; 1996). Ukupno 1 010 000. Na afričkom području većina ili svi govore swahili kao prvim jezikom.
Omanski arapaski pripada arapskom makrojeziku. 

## Vanjske poveznice
- Ethnologue (14th)
- Ethnologue (15th)